# Klopjacht in Peru
Klopjacht in Peru is een spionageroman van auteur Gérard de Villiers en is het 79e deel uit de S.A.S.-reeks met als protagonist de Oostenrijkse prins en freelance CIA-agent Malko Linge.

De ligging van Peru in Zuid-Amerika.

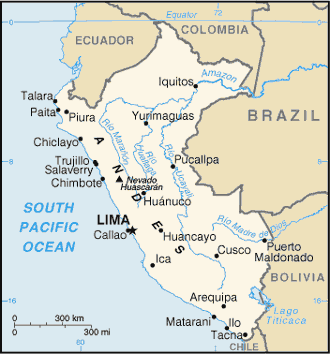
Een overzichtskaart van Peru.

## Het verhaal
Malko wordt naar Peru uitgezonden om “Kameraad Gonzalo”, een pseudoniem van Manuel Guzman, op te sporen en gevangen te nemen die ruim vier jaar voortvluchtig is voor de regerende autoriteiten. Hij is een prominent lid van de Peruviaanse communistische partij het Lichtend Pad, die reeds jaren de fragiele democratie van Peru weet te destabiliseren.
De CIA wil Guzman gevangennemen om hem vervolgens onder druk te zetten om de organisatiestructuren en methoden van de clandestiene organisatie te onthullen met als doel de organisatie te ontmantelen. Dit eindigt in een meedogenloze klopjacht.

## Personages
- Malko Linge, een Oostenrijkse prins en CIA-agent;
- Manuel Guzman, een lid van de Peruviaanse communistische partij het Lichtend Pad;
- Monica, een gepassioneerde revolutionaire.